# Ruta Nacional 262 (Argentina)

Recorrido de la antigua Ruta Nacional 262.

Ruta Nacional 262 era la denominación que tenía un camino troncal nacional de 58 km de extensión en el noreste de la Provincia de Chubut, Argentina, que unía el empalme con la Ruta Nacional 3 al sur de la ciudad de Puerto Madryn con el empalme con la misma carretera al sur de Trelew. Este camino se encuentra en los departamentos Biedma y Rawson. Esta carretera se superponía 6 km con la Ruta Nacional 25 al sur de Trelew.
El 3 de septiembre de 1935 la Dirección Nacional de Vialidad difundió su primer esquema de numeración de rutas nacionales. Al camino general entre Puerto Madryn y Trelew le correspondió la designación Ruta Nacional 262.
Con el cambio de recorrido de la Ruta Nacional 3 más hacia el oeste en la segunda mitad de la década de 1960 para que pasara por Trelew en vez de por la capital de Chubut, Rawson, como lo hacía originalmente, gran parte de la Ruta 262 pasó a formar parte de la Ruta 3. El resto pasó a jurisdicción provincial.